# Arnas

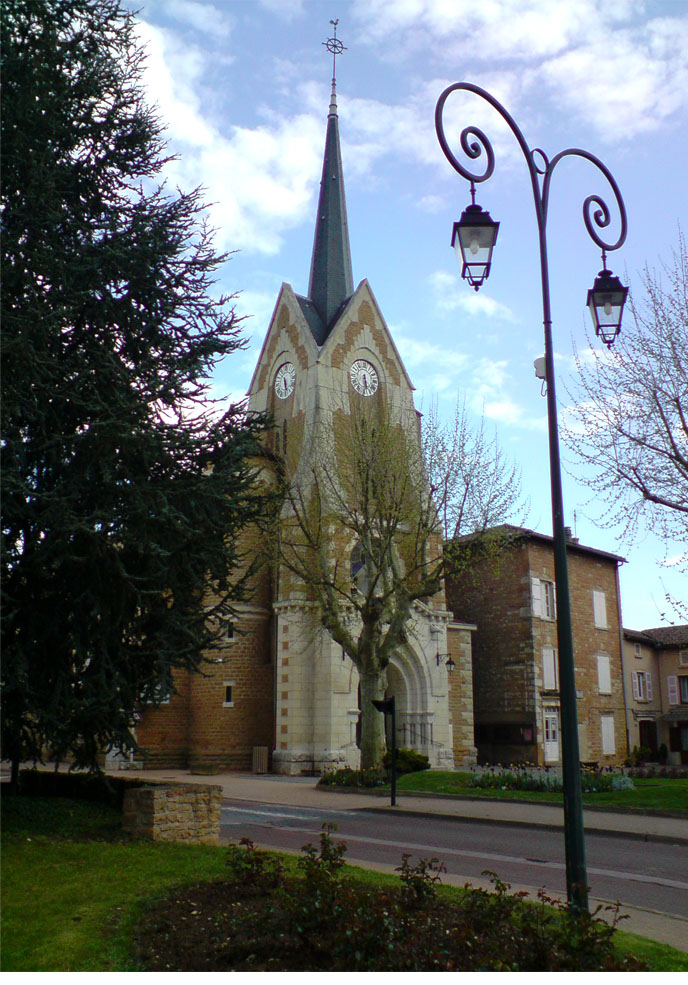
Kościół w Arnas, 2009

Arnas – miejscowość i gmina we Francji, w regionie Owernia-Rodan-Alpy, w departamencie Rodan.
Według danych na rok 1990 gminę zamieszkiwały 2783 osoby, a gęstość zaludnienia wynosiła 159 osób/km² (wśród 2880 gmin regionu Rodan-Alpy Arnas plasuje się na 323. miejscu pod względem liczby ludności, natomiast pod względem powierzchni na miejscu 624.).